# Josef Duss-von Werdt
Josef Duss-von Werdt (* 24. Oktober 1932 in der Nähe von Luzern; † 25. Oktober 2019) war ein Schweizer Psychologe, Theologe und Hochschullehrer. Er galt als Spezialist im Bereich der Familientherapie und wurde als Pionier der Mediation bekannt.

## Lebensstationen
Joseph Duss-von Werdt schloss 1956 sein Studium der Philosophie und Psychologie an der Katholischen Universität Löwen als Dr. phil. ab. 1964 wurde er an der Universität München in Theologie zum Dr. theol. promoviert. Von 1967 bis 1987 war er Leiter des Institutes für Ehe und Familie in Zürich, das von ihm mitgegründet wurde. Von 1970 bis 1974 wirkte er als Lehrbeauftragter für Familienthemen an der Medizinischen Fakultät der Universität Zürich. 1976 bis 1987 war er – gemeinsam mit Helm Stierlin – Herausgeber der Zeitschrift Familiendynamik, die ebenfalls von ihm mitbegründet wurde.
Im Rahmen interprofessioneller Kurse mit Richtern, Anwälten und Beratern knüpfte er Ende der 1970er Jahre erste Kontakte zur Mediation. Beim Eidosprojekt München nahm er – in der Doppelrolle als Teilnehmer und Ausbilder – teil, lehrte und lernte den Umgang mit konflikthaften Situationen. Bis 1997 wirkte er als Titularprofessor für systemische Familientherapie an der Universität Fribourg, daneben nahm er verschiedene Lehraufträge an den Universitäten Bern und Genf sowie am Frankfurter Institut für Mediation IKOM wahr. 1992 war er Mitbegründer des Schweizerischen Vereins für Mediation. Ab 1998 war Joseph Duss-von Werdt als Lehrbeauftragter für Mediation an der Fernuniversität Hagen tätig. Er starb im Oktober 2019, einen Tag nach seinem 87. Geburtstag.

## Publikationen (Auswahl)
- Faire Scheidung durch Mediation. (Koautoren: H.-G. und G. Mähler). München 1995
- Mediation – die andere Scheidung. (Mithrsg.: H.-G. und G. Mähler) Stuttgart 1995
- Die Welt der Mediation, Entwicklung und Anwendungsgebiete eines interdisziplinären Konfliktregelungsverfahrens. Klagenfurt 1998
- ...denn zu Unrecht ein Teil würd‘ vom anderen gedrückt (Solon). Die letzten 2500 Jahre Mediation in Europa. In: P. Geissler (Hrsg.): Mediation – die neue Streitkultur. Gießen 2000
- homo mediator. Geschichte und Menschenbild der Mediation. Klett-Cotta, Stuttgart 2005, ISBN 3-608-94146-0
- Einführung in Mediation. Carl-Auer, Heidelberg 2008, ISBN 978-3-89670-633-1